# Kuala Terengganu
Pour les articles homonymes, voir Kuala.
Kuala Terengganu, parfois appelée par ses initiales KT, est la capitale administrative, économique et sultanique de l'État de Terengganu, en Malaisie. C'est la seule capitale sultanique (en), parmi les neuf que compte le pays, à porter le nom de son État. Elle est située sur la côte orientale de la péninsule Malaise, à 290 km (435 km par la route la plus rapide) au nord-est de Kuala Lumpur. La ville est bordée par l'estuaire de la rivière Terengganu (en), d'où son nom (Kuala désignant l'embouchure d'un fleuve en malais). 
En tant que district, Kuala Terengganu est le plus petit de l'État, mais aussi le plus peuplé avec une population de 426 500 âmes selon le recensement de 2020. Près de la moitié des habitants de l'État vivent dans le district de Kuala Terengganu ou dans le district voisin de Kuala Nurus (en), qui fait partie de la même zone urbaine. Kuala Terengganu dispose du statut de ville (bandaraya) depuis 2008.
En plus d'être le centre politique et économique de l'État, la ville est également la principale porte d'entrée vers de nombreuses destinations touristiques du Terengganu. Parmi les attractions situées dans ou à proximité de la ville, on peut citer  Kampung Cina (en), le marché de Payang (ms), le musée d'État de Terengganu (ms) et la plage de Batu Buruk (ms). Bien qu'elle ne soit pas épargnée par la modernité et le développement économique, Kuala Terengganu conserve une forte identité malaise et musulmane, le code vestimentaire islamique y étant globalement respecté. 

## Géographie

### Voies de communication et transports

#### Transports aériens
Kuala Terengganu possède un petit aéroport desservi à partir de Kuala Lumpur à raison de deux vols quotidiens et avec une liaison directe pour l'Australie, Singapour, Brunei, Djakarta et Bangkok certains jours.

## Politique et administration

### Jumelage
La ville de Kuala Terengganu est jumelée avec une autre ville :
- Makassar (Indonésie) depuis 2012[1],[2]

## Culture et patrimoine
Le parc du Patrimoine islamique (en), ouvert en 2008 à Kuala Terengganu, est réputé pour ses reconstitutions de plusieurs mosquées célèbres du monde musulman.